# Fehlrippe

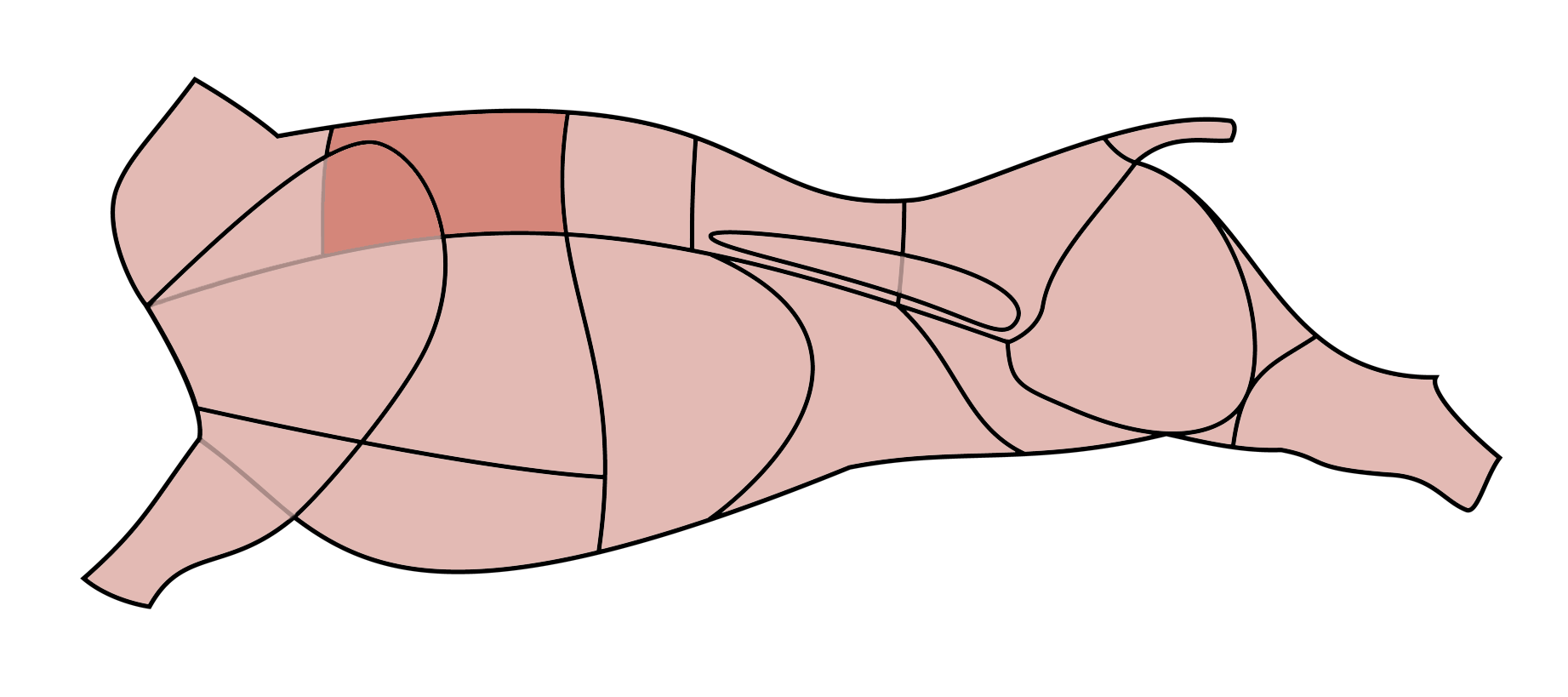
Die Fehlrippe

Als Fehlrippe, Fehlrippenkamm oder Mittelrippenstück bezeichnet man in Deutschland ein Teilstück des Rinderrückens.
Es liegt zwischen dem Rinderhals und der Hochrippe und umfasst das Stück vom ersten bis zum achten Rückenwirbel. In der Schweiz weicht die Schnittführung etwas ab und umfasst weitere Rückenwirbel. Übliche Bezeichnungen sind dort: Rücken, Hochrücken und Abgedeckter Rücken. In Österreich wird es als Hinteres Ausgelöstes bezeichnet. In den USA und Kanada wird es nicht gesondert zugeschnitten, sondern gehört gemeinsam mit dem Hals zum Chuck. Anatomisch handelt es sich um den vorderen Brustteil des Musculus erector spinae.
Die Herkunft des Begriffs Fehlrippe ist nicht eindeutig zu belegen.